# 머레이 앨퍼
머레이 앨퍼(Murray Alper, 1904년 1월 11일 ~ 1984년 11월 16일)는 미국의 배우이다.

## 영화
- 싸이코 드라마 (1969년)
- 겟 스마트 (1965년)
- 사고뭉치 간호조무사 (1964년)
- 거머리 여인 (1960년)
- 오션스 일레븐 (1960년)
- 세이 온 포 미 (1959년)
- 게이샤 보이 (1958년)
- 바디 페이스 넬슨 (1957년)
- 샤이안 (1955년)
- 슈퍼맨 - 54년작 5 (1954년)
- 어리너 (1953년)
- 쓰리 세일러스 앤 어 걸 (1953년)
- 로스트 컨티넌트 (1951년)
- 브로드웨이의 자장가 (1951년)
- 열차 안의 낯선 자들 (1951년)
- 애니 넘버 캔 플레이 (1949년)
- 테이크 미 아웃 투 더 볼 게임 (1949년)
- 춤추는 대뉴욕 (1949년)
- 애보트와 코스텔로 3 (1949년) - 조 리포터 역
- 데이 워 익스펜더블 (1945년)
- 썸딩 포 더 보이즈 (1944년)
- 윙 앤 프레어 (1944년)
- 콜벳 K-225 (1943년)
- 디스 이즈 더 아미 (1943년)
- 스윙 피버 (1943년)
- 허스 투 홀드 (1943년)
- 에어 포스 (1943년)
- 마이 페이버릿 스파이 (1942년)
- 파괴 공작원 (1942년)
- 성조기의 행진 (1942년)
- 네이비 블루스 (1941년)
- 마이 라이프 위드 캐롤라인 (1941년)
- 맨파워 (1941년)
- 요크 상사 (1941년)
- 말타의 매 (1941년)
- 터너바웃 (1940년)
- 럭키 파트너 (1940년)
- 로즈 오브 워싱턴 스퀘어 (1939년)
- 나이트 오브 나이츠 (1939년)
- 포효하는 20년대 (1939년)
- 골드 디거 인 파리 (1938년)
- 서브마린 패트롤 (1938년)
- 바다의 거인 (1937년)
- 빅 브로드캐스트 오브 1937 (1936년)
- 리틀 빅 샷 (1935년)